# ISO 7047
ISO 7047 er en ISO standard for en maskinskrue.
En maskinskrue ISO 7047 er en af de mest brugte maskinskruer indenfor befæstelse området.
| Gevind                | M2,5 | M3   | M4      | M5      | M6      | M8        |
| --------------------- | ---- | ---- | ------- | ------- | ------- | --------- |
| Bredde dk:            | 4,7  | 5,6  | 8,4/7,5 | 9,3/9,2 | 11,3/11 | 15,8/14,5 |
| Længde k:             | 1,5  | 1,65 | 2,7/2,2 | 2,7/2,5 | 3,3/3   | 4,65/4    |
| Længde b:             | 18   | 19   | 22      | 25      | 28      | 34        |
| Længde f:             | 0,6  | 0,75 | 1       | 1,25    | 1,5     | 2         |
| Bredde n:             | 0,6  | 0,8  | 1       | 1,2     | 1,6     | 2         |
| Krydskærvs Størrelse: | 1    | 1    | 2       | 2       | 3       | 4         |